# چک سوآره
چک سوآره (انگلیسی: Cheick Souaré؛ زادهٔ ۳ سپتامبر ۲۰۰۲) بازیکن فوتبال اهل فرانسه است.
وی همچنین در تیم ملی فوتبال France U16 بازی کرده‌است.